# Billy Armfield
William Christopher Wassell „Billy“ Armfield (* 7. Juli 1903 in Handsworth; † 4. Quartal 1985 in Birmingham) war ein englischer Fußballspieler. Der zumeist als Rechtsaußen eingesetzte Armfield bestritt zwischen 1924 und 1933 114 Partien (23 Tore) in den Spielklassen der Football League. Nach einer 1933 erlittenen Verletzung musste ihm das rechte Bein amputiert werden.

## Karriere
Armfield spielte für das Werksteam George Ellison, einen Hersteller von elektrischen Schaltern aus Birmingham, und hatte dabei auch einen Auftritt im Villa Park, als er mit seiner Mannschaft Ende Dezember 1921 im Finale des Dewar Shields, einem Wettbewerb für Werksmannschaften, Lucas's mit 2:4 unterlag. In der Folge wurde er vom Birminghamer Erstdivisionär Aston Villa verpflichtet, im März 1922 findet sich sein Name erstmals in einem Spielbericht von Villas Reserveteam. Dabei war Armfield nicht der erste Spieler der von George Ellison zu Villa wechselte, einige Jahre zuvor ging der Verteidiger Percy Jones denselben Weg.
Bei Aston Villa kam Armfield die folgenden Jahre nie über die Rolle des Ergänzungsspielers hinaus, was vor allem an der Konstanz des ebenfalls aus Handsworth stammenden Nationalspielers Dicky York lag, der die Rechtsaußenposition in der Mannschaft jahrelang besetzte. Armfield bestritt daher in den sieben Jahren seiner Vereinszugehörigkeit lediglich zwölf Ligapartien – nie mehr als drei pro Spielzeit; in der Saison 1927/28 erzielte er seine zwei einzigen Erstligatore. Im April 1925 nahm er an einem Auswahlspiel für ein bevorstehendes Junior International gegen Schottland teil, wurde für das Länderspiel aber nicht ausgewählt.
Armfield, der mit seiner Schnelligkeit, Ballkontrolle und als gefährlicher Flankengeber herausragte, wurde von Villa 1929 mit einer geforderten Ablösesumme von £750 auf die Transferliste gesetzt, vor einem Komitee der Football League setzte Armfield erfolgreich seine Forderung nach einem ablösefreien Wechsel durch und wechselte wenig später zu Exeter City in die Third Division South. In seiner ersten Saison kam Armfield nach seinem Debüt im November 1929 wegen einer im Januar 1930 erlittenen Schulterverletzung nur zu sieben Einsätzen. In der folgenden Saison verdrängte er auf Rechtsaußen George Purcell, der dafür auf die rechte Halbstürmerposition einrückte. Das Duo hatte wesentlichen Anteil an Exeters erfolgreichem Abschneiden im FA Cup 1930/31, als durch Siege über Northfleet United, Coventry City, Derby County (1 Tor durch Armfield), FC Bury und Leeds United (2 Tore durch Armfield) der erstmalige Einzug ins Viertelfinale gelang. Dort erreichte man beim Erstligisten AFC Sunderland ein 1:1-Unentschieden, erst im Wiederholungsspiel vor über 20.000 Zuschauern, bis heute Rekordbesuch, im restlos gefüllten St. James’ Park endete das Pokalabenteuer für die Aufstellung Arthur Davies – Dickie Baugh, Charlie Miller – Nobby Clarke, Jack Angus, Stan Barber – Armfield, George Purcell, Percy Varco, Harold Houghton, Dick Doncaster mit einer 2:4-Niederlage. Erst 50 Jahre später gelang es Exeter erneut, das Viertelfinale zu erreichen.
Von Fred Mavin, einem ehemaligen Trainer von Exeter, wurde er ebenso wie sein Sturmpartner Purcell im Sommer 1932 zum Ligakonkurrenten FC Gillingham geholt. Bei Gillingham gehörte er den Großteil der Saison 1932/33 zum Stammaufgebot (30 Einsätze/7 Tore), die Mannschaft war insbesondere in Heimspielen stark und blieb lediglich im ersten Heimspiel ohne eigenen Torerfolg. Trotz eines siebten Platzes in der Abschlusstabelle wurde er nicht über das Saisonende hinaus verpflichtet. Einen neuen Verein fand Armfield mit dem in der Birmingham & District League spielenden Klub Brierley Hill Alliance. Armfield brach sich nur wenige Tage nach seiner Verpflichtung im August 1933 in einem vereinsinternen Testspiel das rechte Bein. Wegen der schweren Verletzung trug Brierley Hill gegen die dritte Mannschaft von Aston Villa im September 1933 ein Benefizspiel zu seinen Gunsten aus. Im Oktober 1933 musste ihm das Bein als Folge der Verletzung amputiert werden.
Nach seiner Fußballerlaufbahn verdiente er seinen Lebensunterhalt als Verkäufer. In seiner Freizeit war er trotz seines Handicaps als Bowlsspieler und Radfahrer aktiv.